# PGC 2183227
LEDA/PGC 2183227 ist eine Galaxie im Sternbild Perseus am Nordsternhimmel. Sie ist schätzungsweise 1,1 Milliarden Lichtjahre von der Milchstraße entfernt und hat einen Durchmesser von etwa 120.000 Lichtjahren. Vom Sonnensystem aus entfernt sich das Objekt mit einer errechneten Radialgeschwindigkeit von näherungsweise 25.200 Kilometern pro Sekunde.

## Galaktisches Umfeld
| Nr. | Galaxie          | Alternativname          | REK          | Dek          | Distanz/asec |
| --- | ---------------- | ----------------------- | ------------ | ------------ | ------------ |
| →   | LEDA/PGC 2183227 | 2MASX J02402571+4134240 | 02h40m25.71s | +41d34m23.9s | 0            |
| 1   | LEDA/PGC 2184614 | 2MASX J02394554+4139184 | 02h39m45.55s | +41d39m18.2s | 538.76       |
| 2   | LEDA/PGC 2180784 | 2MASX J02404011+4125009 | 02h40m40.12s | +41d25m01.1s | 584.82       |
| 3   | LEDA/PGC 2181312 | 2MASX J02394680+4127084 | 02h39m46.84s | +41d27m08.6s | 616.55       |
| 4   | NGC 1005         | PGC 10062               | 02h39m29.20s | +41d29m20.3s | 713.38       |
| 5   | LEDA/PGC 2180233 | 2MASX J02405010+4122503 | 02h40m50.11s | +41d22m50.7s | 743.94       |
| 6   | LEDA/PGC 2185039 | 2MASX J02392843+4140491 | 02h39m28.45s | +41d40m49.1s | 749.51       |
| 7   | LEDA/PGC 2186904 | 2MASX J02404905+4147313 | 02h40m49.07s | +41d47m31.1s | 828.80       |
| 8   | NGC 1001         | PGC 10050               | 02h39m12.65s | +41d40m18.2s | 893.60       |